# Pinneberg (Helgoland)
Pinneberg er med 61,3 meter den tyske ø Helgolands højeste punkt. Bakken er beliggende på øens overland (højland) nordvest for Helgoland by. Den er tilgængelig via en sti.